# SISPRE (família de foguetes)

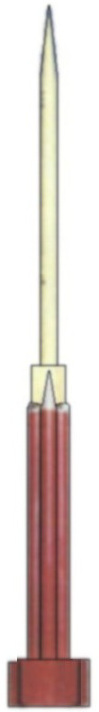
Um foguete SISPRE C-41.

SISPRE foi também o nome atribuído a uma famíla de foguetes de sondagem fabricados pela empresa italiana SISPRE. Esse trabalho 
iniciado em 1958 e conduzido pelo engenheiro A. Angeloni, gerou três foguetes de sondagem experimentais: o C-41, o C-42 e o C-43. Todos 
os foguetes dessa família, usavam a concepção de estágios em paralelo.

## Nomenclatura
Não houve muita padronização na nomenclatura desses modelos, por isso, nesse artig,o usamos o padrão de nomes mais frequente no artigo de referência.

## Modelos
C-41
O C-41, foi construído usando motores de combustível sólido de apenas 27 kg do estoque militar. O primeiro estágio era uma agrupamento de quatro motores em paralelo
com câmaras de combustão interligadas, e o segundo estágio de um único motor do mesmo tipo. Depois de algumas melhorias, adaptações e testes estáticos, ocorreram seis
lançamentos da versão final, um foguete de 75 kg, entre julho e agosto de 1960.
C-42
O C-42, segundo modelo da série, era mais conhecido como foguete meteorológico BPD, devido ao envolvimento da empresa Bombrini-Parodi-Delfino no projeto.
A especificação original, era de um foguete capaz de conduzir uma carga útil de 2 kg a 100 km de altitude. Esse modelo foi concebido usando dois motores BPD de 
30 kg e 160 mm de diâmetro como primeiro estágio e como segundo estágio, um pequeno motor de 5 kg e 70 mm de diâmetro. Esse modelo, também conhecido como foguete 
160-70, pesava 45 kg e tinha 2,44 m de altura, sendo capaz de conduzir a carga útil a 70 km de altitude. Cinco foguetes desse modelo foram lançados em 1961 e mais 
dez em 1963. Uma outra opção testada para esse tipo de missão, foi um motor 160 complementado com um dardo aerodinâmico inerte como segundo estágio. Essa opção 
podia conduzir cargas úteis mais leves a altitudes entre 50 e 80 km.
C-43
O C-43, o último da série, era uma evolução dos conceitos aplicados no primeiro usando os motores da BPD. Esse modelo era composto por 7 motores no primeiro estágio, 
4 no segundo e um único motor no terceiro, carregando a carga útil. Esse modelo chegou a ser testado em voo, mas o projeto foi cancelado logo em seguida.

## Ligações Externas
- Rockets in Europe - SISPRE rockets